# Noemí Ferrari de Nagy
Noemí Ferrari de Nagy (Gemona, Italia, 1914 - Asunción, 1992) fue una poeta, narradora y docente universitaria.
Aunque italiana de nacimiento, gran parte de su vida y prácticamente toda su obra pertenecen al Paraguay. En 1937, se graduó en literatura italiana en Roma. Se casó con el húngaro, A. Nagy, y, en 1949, luego de la Segunda Guerra Mundial, emigró a Paraguay con su esposo e hijo.
Distinguida con varios premios nacionales e internacionales.

## Algunas publicaciones
- 1990. Las huellas y otros cuentos. Ed. Industrial Gráf. Comuneros, 162 pp.

- 1977. Antología poética bilingüe. Ed. del Centenario, 63 pp.

- 1971. “El Mangual”, novela de tema nativista. Ed. Patria, 56 pp.

- 1972. “Rogelio: Cuentos y Recuerdos”, una colección de relatos. Ed. del Centenario, 95 pp.